# Leonor de Arborea
Leonor de Arborea (em italiano: Eleonora d'Arborea; Molins de Rei, 6 de junho de 1347 — Oristano, 23 de setembro de 1404), foi juíza (em italiano:giudicessa), também referida como rainha ou governadora, do reino (ou julgado) de Arborea, no Sudoeste da Ilha da Sardenha. Serviu como regente dos seus dois filhos que chegaram a juízes, e foi aí onde as circunstâncias a levaram a participar ativamente na vida política de Arborea. A sua marca no julgado e na própria História da Sardenha, para além de ter superado a dos filhos e a de vários juízes seus antecessores, levou a que se tornasse a heroína regional de toda a ilha. Uma forte marca que deixou foi a atualização, em 1392, da primeira constituição sarda, a Carta de Logu, promulgada pelo pai, que foi aplicada na ilha e só alterada em 1827 por Carlos Félix da Sardenha, nas vésperas do Risorgimento.

## Primeiros anos
Nascida a 6 de junho de 1347, na localidade catalã de Molins de Rei , Leonor era a filha mais nova de Mariano de Arborea, filho mais novo de Hugo II de Arborea e Benedita, por isso com poucas hipóteses de sucessão, e Timbora de Rocabertí, catalã de origem, filha do nobre Dalmau de Rocabertí. Pertencia à dinastia sardo-catalã de Bas-Serra (ou Serra-Bas). Leonor tinha dois irmãos mais velhos: Hugo e Beatriz. Tinha também uma irmã mais nova, também chamada Beatriz, mas que faleceu muito jovem.
No mesmo ano do seu nascimento, falecia o seu tio Pedro III de Arborea, filho mais velho de Hugo II, e sem descendência. A viúva, Constança, ter-se-ia refugiado no Mosteiro de S.Chiara, edificado pelo falecido marido, e aí morreria dois anos depois. Como não dera descendência ao marido, a sucessão recaía em Mariano, que foi eleito pela Coroa de Logu do julgado, isto é, uma assembleia de prelados e funcionários da cidade, pelo que este partiu da Catalunha e regressou à capital de Arborea, Oristano. Leonor e os irmãos passaram assim grande parte da infância no Castelo de Goceano.
Àquela época, Arborea dominava uma grande parte da ilha sarda e combatia já contra territórios de outros antigos julgados naquele momento em posse da República de Pisa, e também algumas incursões aragonesas desde os finais século XIII. Em 1297 essas incursões haviam sido validadas pelo Papa Bonifácio VIII ao coroar Jaime II de Aragão como Rei da Sardenha.

## Alianças matrimoniais e problema de sucessão

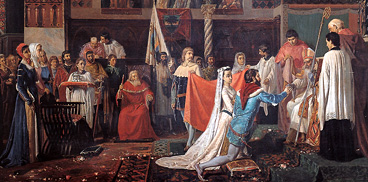
Casamento de Leonor e Brancaleone

Mariano foi um grande juiz, pela capacidade simultânea de ser um bom legislador, e também um grande combatente. Guerreou contra Pisa e Aragão e procurou ainda novas alianças para si: casou Beatriz com o visconde Amalrico VI de Narbona, e, em 1376, Leonor com Brancaleone Doria. Uma aliança com esta família genovesa convinha particularmente a Mariano visto que possuía também várias terras na Sardenha, que estavam a lutar, tal como a própria Arborea, contra a dominação aragonesa. Depois do casamento, a vida de Leonor passou a desenrolar-se entre Castelgenovese (atual Castelsardo, na Sardenha) e Génova. Foi naquela primeira residência onde deu à luz seus dois filhos, Frederico e Mariano. Nesse mesmo ano, em 1376, falecia Mariano IV e Hugo, irmão de Leonor, subia ao trono como Hugo III. A irmã de Leonor, viscondessa de Narbona, morria no ano seguinte, em 1377.
Em 1382, Leonor concedeu um empréstimo de 4.000 florins de ouro a Niccolò Guarco, doge da República de Génova, e que aqueles de sua parte se comprometeriam a reembolsar o montante dentro de um período de dez anos; caso contrário, ele pagaria o dobro. Aliás, foi assinada uma aliança como acréscimo ao empréstimo, em que quando Frederico, filho mais velho de Leonor e Brancaleone, chegasse à puberdade, casaria com Bianchina, a filha do referido doge. No caso em que o casamento não se pudesse celebrar, devido a morte ou outro acidente, o ato se tornaria nulo.
Um empréstimo semelhante a uma outra poderosa família de Génova, e esta cláusula do contrato, indicam um padrão de em que Leonor, ao conceder esse crédito, juntamente mantendo o prestígio de sua raça, reconhecia a importância dos interesses dos estados da Ligúria. Além disso, prepara o terreno para uma aliança que permitiria o uso dos recursos logísticos, usando também a poderosa frota da família Doria, na maioria dos portos do Mediterrâneo. Leonor atuaria mais tarde do mesmo modo em qualquer situação na política europeia.
O assassinato do irmão, Hugo III, e da filha e herdeira, Benedita, abriu um problema de sucessão na Sardenha. Os herdeiros que restavam eram os filhos das irmãs de Hugo, que por ordem de sucessão seriam: Guilherme I de Narbona, filho de Beatriz, e depois Frederico e Mariano, filhos de Leonor. Porém Guilherme encontrava-se  distante, pelo que Leonor intercedeu junto da Coroa de Logu pelo próprio filho, Frederico, ainda jovem, que acabou por suceder ao tio, tendo a mãe como regente. Estudos recentes revelam uma carta de Amalrico VI a reclamar junto de Pedro IV de Aragão defendendo o filho, cuja posição fora usurpada por Leonor e os filhos, fazendo lembrar que Beatriz era mais velha que Leonor e que portanto os direitos dos filhos da primeira precediam os da segunda.
Neste clima de crise e de descontentamento, com Aragão já determinado a conquistar toda a ilha, em 1383 Leonor escreveu ao rei um relatório sobre as condições na Sardenha e pediu precisamente que reconhecesse o seu filho Frederico como sucessor legítimo de Hugo III. Em seguida, enviou o marido para lidar diretamente com o soberano. Ao rei bastava que Leonor comparecesse junto do marido, segundo uma carta enviada a Leonor em simultâneo àquela enviada para ele, para que a ajudasse a eliminar a desordem na ilha.
Leonor quis unir nas mãos do filho os dois terços da Sardenha que Hugo III havia ocupado. Este projeto criou suspeitas em Pedro IV de Aragão, o rei da Sardenha, que não considerou conveniente ter uma família tão poderosa no seu reino, especialmente uma que não possuía herdeiro e cujas posses, "iuxta Morem italicum", que deveriam ter sido executadas pelo fisco. Brancaleone foi detido sob o pretexto de o trazer de regresso à Sardenha, mas, na verdade, tornou-se um refém real (e instrumento de pressão de Pedro contra a rebelde Leonor).
Leonor não desanimou e confirmou a sua política de guerra e assim que ele retornou à ação em Oristano, os conspiradores foram punidos e ela declarou-se juíza-rainha de Arborea, de acordo com o antigo direito real da Sardenha, em que as mulheres poderiam suceder ao seu pai ou irmão. Na prática, esta política seguia em direção oposta e em desacordo da linha de Aragão. Arborea lembrou assim ao seu ocupante a sua antiga autonomia do início da Idade Média e do exercício da soberania plena nos seus territórios, mas a situação foi muitas vezes contestada ou não reconhecida pelo Reino de Aragão.
Mas a maior preocupação de Leonor não era Aragão, mas sim a sua posição, que se encontrava pouco segura devido à pretensão de Amalrico VI, que continuava a defender a sucessão de Guilherme em Arborea.
O monarca aragonês finalmente se decidiu pelo jovem Frederico, mantendo Leonor como regente. Leonor entregava a sua posição de juíza ao filho, mas continuava como sua regente e por isso com o poder nas mãos.

## Política de Leonor como regente
Leonor seguiu a política do pai, abandonando o autoritarismo do irmão. Garantiu assim a defesa da soberania e dos limites territoriais do julgado e pôs em prática um processo de reorganização e liquidação final dos sistemas jurídicos e instituições oficiais locais.
Leonor nunca mostrou a visão absolutista das nobres na cimeira de uma oligarquia. Por razões políticas, levantadas contra os mesmos direitos à herança, defendeu-se, alegando que os filhos até podiam ser bastardos, mas as suas razões para subir ao poder teriam maior efeito para receber uma parte dos territórios recebidas do próprio rei.
Os interesses da juíza estavam ligados aos do Estado com um "nó górdio", e trouxe a lei e a ordem para travar a propagação da violência dos sardos na guerra. Garantiu regras, leis e paz. O controle do poder foi um ponto vital para Leonor, a escolha entre a vida e a morte. Após concluir com sucesso o projeto do pai de reunir quase toda a ilha sob o seu cetro de regente, combatendo contra as tropas aragonesas nas bordas da ilha (em algumas fortalezas na costa).
Em 1387, falecia Pedro IV de Aragão, o rei, mas também o filho de Leonor, Frederico, que contava com apenas dez anos de idade. Apressou-se a juntar ao governo o filho mais novo Mariano, que, como o irmão, era também menor e por isso esteve também sob a alçada de Leonor.
A 24 de janeiro de 1388, após longas negociações, foi assinado um tratado de paz entre Aragão e Arborea. Segundo o acordo, foram devolvidas para a Coroa de Aragão "cidades, vilas e lugares ocupados pelos juízes de Arborea anteriores". Brancaleone, no entanto, só foi libertado a 1 de janeiro de 1390.

## A Carta de Logu

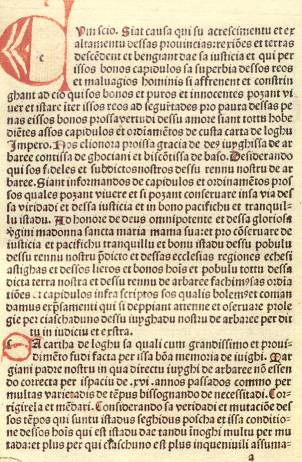
Carta de Logu

Dois anos depois, tradicionalmente a 14 de abril de 1392 (na realidade o espaço de tempo é maior, decorrendo possivelmente entre 1389 e 1392), Leonor assinava uma atualização da Carta de Logu, que já havia sido adotada pelo pai numa versão integral da que existia em Cagliari. Leonor adotou uma maior abertura para a modernidade de certas regras e sabedoria legal que contém elementos do tradicional romano-canónico, do bizantino, do Tribunal de Bolonha e mesmo a cultura catalã curial, especialmente a preparação do local aduaneiro realizada pela Sardenha.
Os soberanos de Arborea, contrariando os ideais aragoneses, promulgaram um novo regime legal nos seus territórios, que estavam num estado de turbulência política perpétua. A legislação distinguiu-se como parte de uma política mais vasta que visa o desenvolvimento de Arborea e foi julgado significativamente avançado sobre o tempo jurídico e administrativo.
Leonor provou com sua regência o seu desejo em sair da Idade Média também com a emancipação dos servos e tropas mercenárias.
Este é o momento em que o conceito de Sardenha territorial vai mudar no estado, com a ilha dividida em várias entidades políticas soberanas. Os quatro reinos de Cagliari, Gallura, Logudoro e Arborea são instituições complexas e singulares. Em vez de a partir de elementos preexistentes, eles parecem ter-se originado a partir da "capacidade dos Sardos, livre da dominação estrangeira para se auto-gerir".
Como todos os estados centrais, Arborea teve que lutar sempre para não sucumbir à pressão dos Estados vizinhos.

## Morte e posteridade
Com a promulgação da Carta de Logu, foi anunciada também a maioridade de Mariano V de Arborea. Leonor viu colapsar o seu mais acarinhado projeto como resultado de um destino imprevisível do destino: a peste, que se propagou para a Sardenha nas guerras sardo-aragonesas, o que entregou sem qualquer luta uma boa parte das terras sardas para o lado aragonês.
Nos últimos anos, Leonor tentou colocar-se um pouco distante da política ativa. Leonor sucumbiu, de peste, possivelmente em Oristano, a 23 de setembro de 1404.